# Alternanthera paronychioides
Alternanthera paronychioides är en amarantväxtart som beskrevs av A. St.-hil. Alternanthera paronychioides ingår i släktet alternanter, och familjen amarantväxter. Utöver nominatformen finns också underarten A. p. bettzickiana.